# Фейзиоглу, Турхан
Турхан Фейзиоглу (тур. Turhan Feyzioğlu, 1922 — 24 марта 1988) — турецкий учёный и политик.

## Биография
Родился в Кайсери. Окончил там же начальную школу. Затем переехал в Стамбул, там окончил Галатасарайский лицей и Стамбульский университет. После этого продолжил учёбу в Великобритании. После возвращения в Турцию преподавал в Анкарском университете. В 1955 году стал деканом, но вскоре статьи Фейзиоглу вызвали недовольство у Демократической партии, и ему пришлось уволиться. После этого за исключением краткого периода в 1960-61 годах Фейзиоглу был ректором Ближневосточного технического университета, он полностью посвятил себя политике.

### Политическая карьера
В 1957 году вступил в Республиканскую народную партию. В том же году был избран от неё членом Великого национального собрания от ила Сивас. В 1960 году был назначен министром образования в Первом правительстве Джемаля Гюрселя. В 1961 году был переизбран в Великое национальное собрание, на этот раз от ила Кайсери. Занимал министерские посты в 2 правительствах Исмета Инёню. В первом должность государственного министра, во втором — вице-премьера. На тот момент Турхан Фейзиоглу был одним из лидеров РНП, и противником другого лидера РНП и автора лозунга «Левее центра» (тур. ortanın solu) Бюлента Эджевита, пользовавшегося поддержкой Инёню.
12 мая 1967 года Фейзиоглу и 47 его сторонников вышли из РНП и сформировали новую партию — Партию доверия. Первым её председателем стал Фейзиоглу. 29 января 1971 года партия сменила название на «Партия национального доверия». 4 мая 1973 года к ней присоединилась ещё одна отколовшаяся от РНП партия — Республиканская партия. После этого название партии было изменено на «Республиканская партия доверия».
«Республиканская партия доверия» просуществовала до военного переворота 1980 года, после которого пришедшие к власти военные запретили все политические партии. Хотя с течением времени её поддержка падала, всё же Фейзиоглу дважды занимал посты вице-премьера в коалиционных правительствах Сулеймана Демиреля в 1975 году и Бюлента Эджевита в 1978 году.
В 1980 году Турхан Фейзиоглу прекратил политическую деятельность. Умер 24 марта 1988 года в Анкаре в возрасте 66 лет.

### Личная жизнь
Был женат на Лейле Джингыллыоглу. В 1950 году у них родилась дочь Саиде. Она вышла замуж за Мехмета Бучукоглу. 7 июля 1969 года Саиде умерла при родах. Родившегося сына Метина усыновили Турхан и Лейла, они дали ему фамилию Фейзиоглу.